# Norrgrunden, Nagu
Norrgrunden är en tidigare ö nära Kirjais i Nagu,  Finland. Den ligger mellan Sommarö och Kirjais i Pargas stad i den ekonomiska regionen  Åboland  och landskapet Egentliga Finland. Ön ligger omkring 2 kilometer norr om Kirjais, omkring 8 kilometer sydost om Nagu kyrka,  39 kilometer sydväst om Åbo och 160 km väster om Helsingfors. Närmaste allmänna förbindelse är förbindelsebryggan vid Kirjais som trafikeras av M/S Nordep och M/S Cheri. En vägbank förbinder ön med Sommarö i öster, medan en kort bro skiljer den från Kirjas i väster. 

## Klimat
Klimatet i området är tempererat. Årsmedeltemperaturen i trakten är 6 °C. Den varmaste månaden är augusti, då medeltemperaturen är 17 °C, och den kallaste är februari, med −2 °C.